# لوکا کاراجیاله
لوکا کاراجیاله (رومانیایی: Luca Caragiale؛ ۳ ژوئیهٔ ۱۸۹۳ – ۷ ژوئن ۱۹۲۱) شاعر، رمان‌نویس و مترجم رومانیایی است.
او درآثارش تلفیق‌کننده نمادگرایی، پارناس و ادبیات نوگراست. او از شخصیت‌های مهم شعر نوگرا به حساب می‌آید. او در ۲۷ سالگی در اثر سینه‌پهلو درگذشت.